# Mieczysław Kowalski (biolog)
Mieczysław Kowalski (ur. 1931, zm. 2015) – polski biolog, prof. dr hab., wykładowca Uniwersytetu Marii Curie-Skłodowskiej w Lublinie. Specjalizował się w genetyce drobnoustrojów i mikrobiologii.
Absolwent Wydziału Biologii i Nauk o Ziemi UMCS, był członkiem Polskiego Towarzystwa Mikrobiologów i Polskiego Towarzystwa Genetycznego. Pracował na UMCS od 1954. W 1965 uzyskał stopień naukowy doktora, w 1971 – doktora habilitowanego. Tytuł naukowy profesora otrzymał w 1991 lub 1992 roku.